# Distrikt Torata

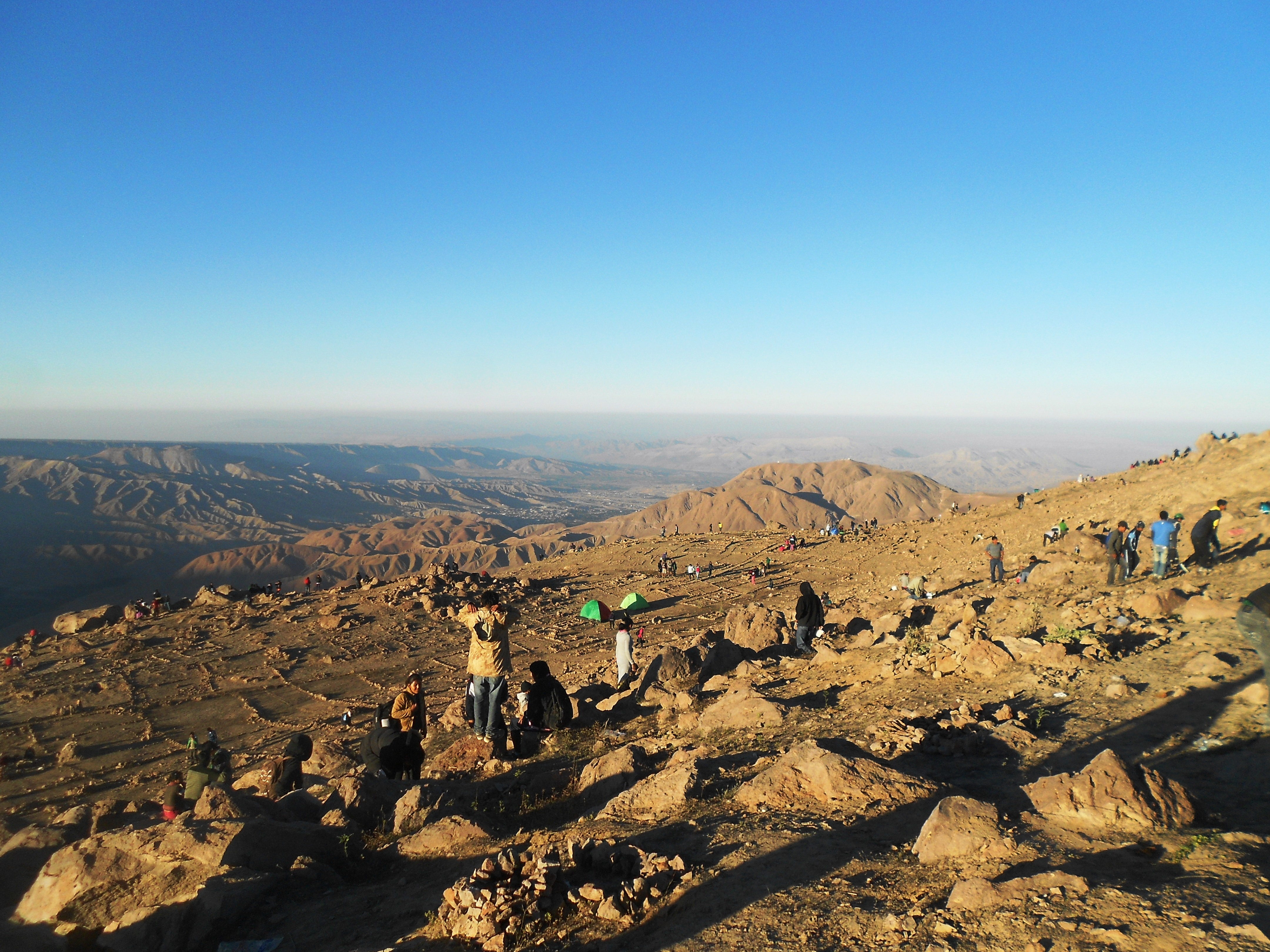
Cerro Baúl

Der Distrikt Torata liegt in der Provinz Mariscal Nieto der Region Moquegua im Südwesten von Peru. Der am 12. November 1823 gegründete Distrikt hat eine Fläche von 1793,37 km². Beim Zensus 2017 lebten 6198 Einwohner im Distrikt. Im Jahr 1993 lag die Einwohnerzahl bei 7897, im Jahr 2007 bei 6591. Die Distriktverwaltung befindet sich in der 2195 m hoch gelegenen Ortschaft Torata mit 830 Einwohnern (Stand 2017).

## Geographische Lage
Der Distrikt Torata befindet sich zentral in der Provinz Mariscal Nieto. Der Distrikt liegt an der Westflanke der peruanischen Westkordillere nordöstlich der Provinz- und Regionshauptstadt Moquegua. Die Quellflüsse des Río Moquegua entwässern das Gebiet in südwestlicher Richtung. In der Mine Cuajone wird im Tagebau Kupfererz abgebaut. Knapp 5 km südwestlich von Torata befindet sich der archäologische Fundplatz Cerro Baúl. Die Landschaft ist trocken mit wüstenhafter Vegetation. Es wird lediglich in den Flusstälern bewässerte Landwirtschaft betrieben.
Der Distrikt Torata grenzt im Süden an die Distrikte Moquegua und Samegua, im Norden an die Distrikte Omate, Quinistaquillas (beide in der Provinz General Sánchez Cerro) und Carumas sowie im Osten an die Distrikte Cairani und Camilaca (beide in der Provinz Candarave).